# Rafael Garza Gutiérrez
Rafael Garza Gutiérrez (né le 13 décembre 1896 - mort le 3 juillet 1974) était un footballeur et entraîneur mexicain qui évoluait en défense.

## Club América
Il crée son propre club, le Récord FC (qui devient plus tard son surnom), tandis que son cousin Germán Nuñez Cortina crée le Club Colón.
Le 12 octobre 1916, un groupe d'hommes dont lui et d'autres membres de la famille Garza dont son frère Francisco sont à l'origine de la création du Club América, en faisant fusionner le Récord FC et le Club Colón. Le Club América (nommé ainsi en l'honneur de la découverte de l'Amérique par Christophe Colomb) rejoint la Liga Mayor l'année suivante.
Garza joue ensuite en tant que défenseur pour son club ainsi que pour le Mexique. Il gagne avec le club quatre titres consécutifs en championnat, tout d'abord en tant que joueur, puis en tant qu'entraîneur-joueur. Le dernier de ces trophées, en 1928, est le dernier titre du club jusque dans les années 1960.
Après sa retraite de footballeur, il prend les rênes du club pendant plusieurs périodes, et entraîne également le Mexique.

## Équipe du Mexique
Les succès des frères Garza leur permettent de faire partie de l'équipe du Mexique. Ils font partie des premiers joueurs de l'histoire de la sélection du pays et participent à la coupe du monde 1930 en Uruguay, qui est leur première compétition internationale, ainsi que celle du pays.
Rafael devient ensuite l'entraîneur de la sélection mexicaine, une première fois en 1935, puis une seconde fois en 1937, et une troisième fois en 1949.